# Eugen von Lotzbeck (Politiker)
Eugen Freiherr von Lotzbeck (* 29. März 1845 in München; † 3. Juli 1922 in Kennenburg) war ein deutscher Großgrundbesitzer und bayrischer Parlamentarier.

## Leben
Eugen von Lotzbeck wurde geboren als Sohn des Freiherrn Karl Ludwig von Lotzbeck und der Antonie geb. Hill. Er studierte an der Rheinischen Friedrich-Wilhelms-Universität Bonn. 1866 wurde er Mitglied des Corps Borussia Bonn. Nach dem Studium wurde er Herr auf Schloss Weyhern. Er war Besitzer der erblichen Reichsratswürde. 1875 trat er in die bayerische Kammer der Reichsräte ein. Er war Königlicher bayerischer Kämmerer. 1889 wurde er vom Amtsgericht München wegen Geisteskrankheit entmündigt.
Von Lotzbeck war verheiratet mit Malwina Gräfin von Reventlow. Der Springreiter und Mannschaftsolympiasieger in der Dressur Eugen von Lotzbeck war ihr Sohn.